# Ujeżdżalnia Světce
Ujeżdżalnia Světce (cz. Jízdárna Světce) – ujeżdżalnia zlokalizowana w Světcach, części miasta Tachov (kraj pilzneński), największa ujeżdżalnia w Czechach i druga co do wielkości w Europie Środkowej (po hiszpańskiej szkole jazdy w Wiedniu).

## Historia
Budynek powstał w latach 1858–1859, z inicjatywy feldmarszałka, księcia Alfreda I Windischgrätza, właściciela lokalnych dóbr, który w tym samym czasie prowadził szeroko zakrojony projekt odbudowy zlokalizowanego w niedużej odległości klasztoru Světce i częściowej przeróbki go na romantyczne ruiny zamku. Gdy feldmarszałek zmarł 21 marca 1862 roku w wieku 75 lat, ujeżdżalnia była prawie ukończona. Tego samego dnia w ramach postępowania spadkowego przygotowano bardzo szczegółowy opis całego budynku. Z opisu wynika, że wnętrza ujeżdżalni były już całkowicie wykończone, pomieszczenia wyposażono w piece kaflowe, umeblowano także kuźnię i stajnie. Ujeżdżalnia obejmowała również boksy na 24 konie, których wnętrze zdobiły terakotowe głowy jeleni i danieli. Naprzeciw głównego wejścia znajdowała się główna loża książęca. W pierwszej połowie XX wieku ujeżdżalnia była wykorzystywana sporadycznie do różnych wydarzeń kulturalnych, wystaw i spotkań politycznych.

## Architektura
Budynek łączy w sobie elementy budowli przemysłowej z ideą architektury arystokratycznej. Kryta jest stropem z latarnią zawierającą pryzmatyczny świetlik, przez który do wnętrza wpada dużo światła. Układ budynku został w pełni podporządkowany jego funkcji. Ujeżdżalnia mieściła kuźnię, magazyny, kotłownię, mieszkanie kowala, miejsca odbioru obornika (zrzucanego bezpośrednio na wozy, później samochody), a na wyższych kondygnacjach znajdowały się loże, galerie i salony z toaletami. Dzięki takiej aranżacji stanowiła wysmakowane tło zarówno dla koni, jak i dla gości oraz jeźdźców. Najbardziej reprezentacyjnym pomieszczeniem jest loża książęca, zapewniająca najlepszy widok na arenę.